# Papiro 3
Il Papiro 3 ({\displaystyle {\mathfrak {p}}}3) è un piccolo frammento di quindici versetti (7:36-45 e 10:38-42) dal Vangelo secondo Luca, datato paleograficamente al VI/VII secolo, che faceva parte di un lezionario. È conservato alla Biblioteca Nazionale Austriaca (Pap. G. 2323).
Il testo del manoscritto fu pubblicato da Karl Wessely nel 1882, e corrisponde ad un tipo testuale misto; Kurt Aland lo ha collocato nella categoria III.